# 트라키스
트라키스(고대 그리스어: Τραχίς, Trachis)는 고대 그리스 스페르케이오스 강 남쪽에 위치한 지역이다. ‘말리스’라는 고대 그리스 부족이 거주하고 있었다. 그리스 신화에서는 헤라클레스가 최후를 맞이한 곳으로도 유명하다. 이 지역을 트라키스라고 한 것은 기원전 426년까지이고, 그 이후는 스파르타가 식민시 헤라클레이아를 건설했기 때문에 ‘트라키스의 헤라클레이아’라고 불리게 되었다. 헤라클레이아는 에우보이아섬과 테르모필레의 서쪽, 델포이의 북쪽에 위치하고 있었다.

## 신화

### 헤라클레스의 최후
그리스 신화 최강의 영웅 헤라클레스는 칼리돈의 왕 오이네우스의 친족 아들인 에우노모스를 잘못 죽여 버린 뒤 아내 데이아네이라와 함께 말리스의 타키스로 이사했다. 헤라클레스는 오이칼리아를 공략하여 그곳의 공주 이올레를 포로로 잡고 말리스의 타키스로 돌아왔다. 헤라클레스가 이올레와 사랑에 빠졌다는 소문은 전령 리카스를 통해 데이아네이라에게 들어갔다. 그녀는 헤라클레스의 마음을 붙잡아 두기 위해 켄타우로스 네소스로부터 ‘사랑의 묘약’이라고 받은 미약을 옷에 발라 헤라클레스에게 내밀었다. 그러나 이 미약은 사실 히드라의 맹독과 네소스의 피와 정액이 묻은 것이었다. 케나이온 곶에서 전승 기념 연회에서 이 옷을 입게 된 헤라클레스는 피부가 타면서 뼈가 드러나는 듯한 고통을 겪었다. 아들 힐로스에게 자신이 발라 둔 미약에 의해 헤라클레스가 죽을 고통을 앓고 있다는 소식을 들은 데이아네이라는 자살했다.
헤라클레스는 말리스 타키스의 오이테 산까지 자신을 옮겨 장작을 쌓고 산 채로 화장하도록 힐로스에 명령했다. 휴로스는 아버지를 산 채로 화장하는 것을 할 수 없었기 때문에, 지나가던 포이아스 또는 필록테테스에게 그것을 요구했고, 그 은혜로 헤라클레스의 강궁을 주었다. 헤라클레스는 휴로스에게 이올레에게 장가가라고 명령하고 화염 속에서 숨을 거두었다. 그 순간 하늘에서 벼락이 화장터에 쏟아져, 헤라클레스는 전 우주를 지배하는 올림포스 신들 중 하나의 기둥이 되었다.

### 소포클레스의 비극
그리스의 유명한 비극작가 소포클레스가 쓴 말리스의 《트라키스 여인들》은 트라키스를 무대로 한 유명한 비극이다. 헤라클레스의 최후가 잘 표현되어 있다.

## 식민시
펠로폰네소스 전쟁 중 말리스 지방 트라키스 인은 경계를 접하고 있는 오이타 인들과의 싸움에 패배하면서 동맹 세력을 찾고 있었다. 처음에는 아테나이와 동맹을 맺으려 했었지만, 그들의 침략 속성을 우려했기 때문에 대신 펠로폰네소스 동맹의 맹주 스파르타와 손을 잡으려 했다. 근처에 있었던 도리아 인도 이에 동조하였고, 트라키스, 도리아 인 모두에게 요청을 받은 스파르타는 식민단을 파견하여 두 부족을 지원하기로 결정했다. 아테나이를 견제한다는 의미에서도 트라키스에 폴리스를 건설하는 것은 바람직했다. 트라키스의 폴리스는 아테나이 동맹에 있는 에우보이아섬을 공격할 해군 기지로도 이용할 수 있었고, 트라키아 방면으로의 길도 확보할 수 있었기 때문이다. 그들은 델포이에서 신탁을 청했고, 건설해도 좋다는 길조를 얻었기 때문에 적대 세력을 제외한 식민지 참가자를 그리스에서 전역에서 널리 모집하였다. 그리고 트라키스 성벽을 둘러싸게 한 헤라클레이아 도시국가를 구축했다.